# 佩雷拉·迪亚斯
乔治·佩雷拉·迪亚斯（西班牙語：Jorge Pereyra Díaz，1990年8月5月—）生於阿根廷的拉里奥哈，是一位阿根廷足球運動員，司職前鋒，現效力印度超级足球联赛球會孟買市。

## 球会生涯
迪亚斯的职业生涯始于阿根廷足球乙级联赛球会西部铁路。
在2013年3月5日，他加盟了阿根廷足球甲级联赛球会拉努斯竞技。
于2014年5月，他以2百万马币加盟马来西亚超级足球联赛豪门柔佛DT，签约3年 。
于2015年7月，他被租借到阿根廷足球甲级联赛球会独立。
2016年2月重返柔佛DT，在2016年赛季马超里他以17个进球位居射脚榜榜首，同时也为柔佛DT夺下2016年马超冠军。

## 荣誉

### 球会
拉努斯竞技
2013年南美球會盃冠军

柔佛DT
马来西亚超级足球联赛冠军：2014年，2016年
马来西亚足总杯冠军：2016年

### 个人
马来西亚足总月度最佳球员：2016年3月